# Zeehondencrèche

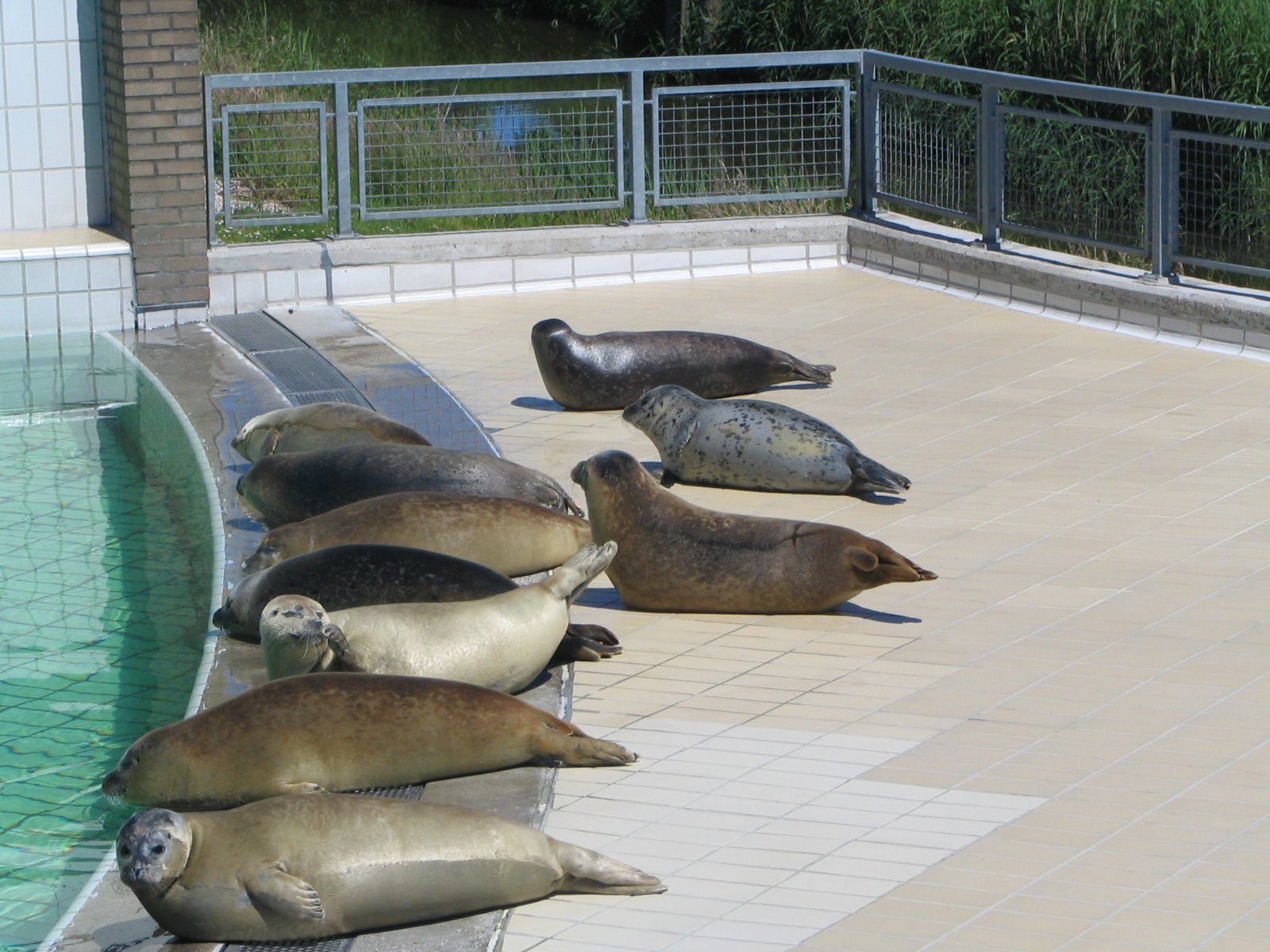
Zeehondenopvang Pieterburen 2005

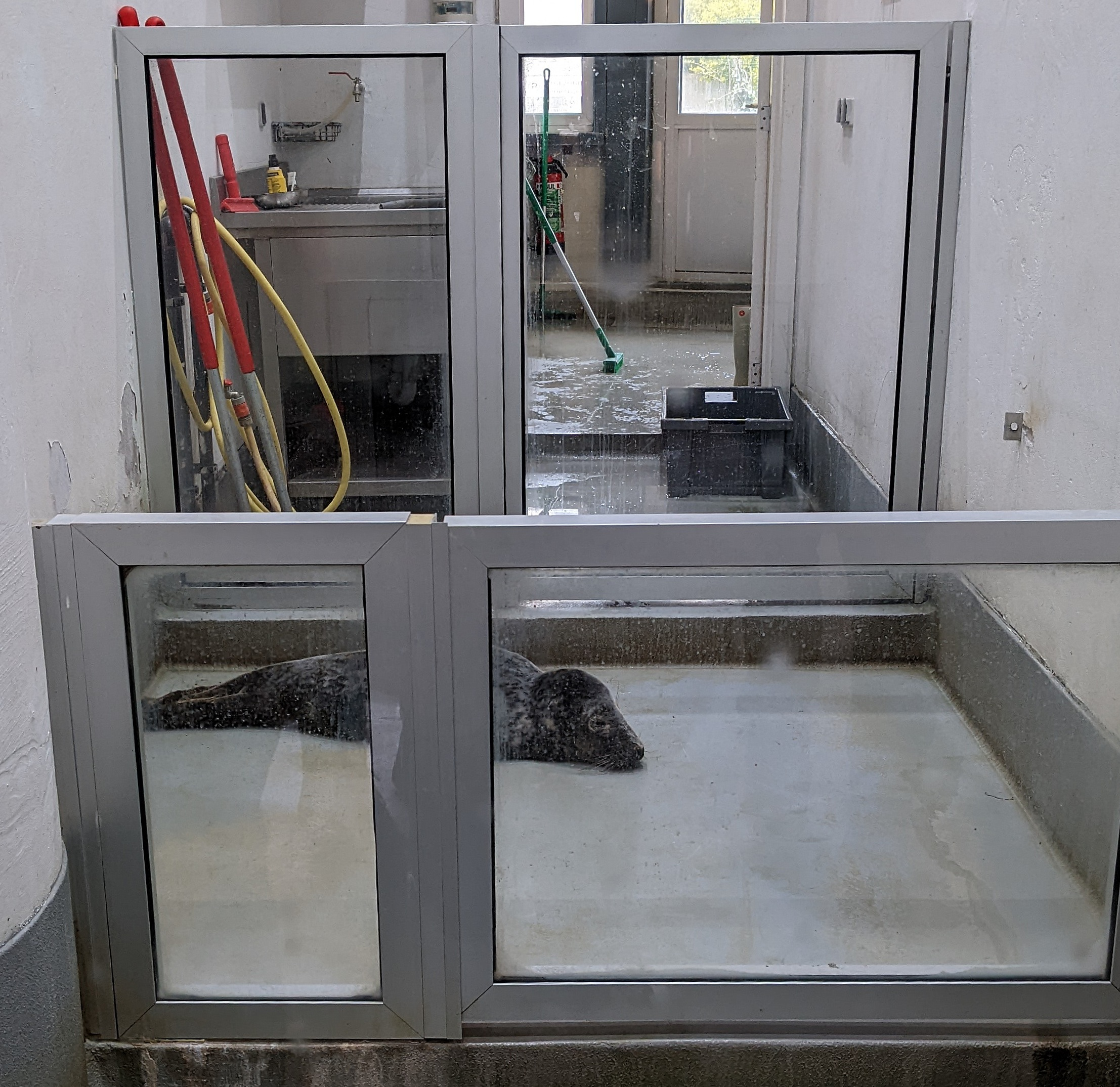
Zeehondenopvang in Sea Life Blankenberge

Een zeehondencrèche is een instelling waarin zieke, verzwakte en gestrande zeehonden tijdelijk verzorgd worden.

## Opvang van zeehonden
De zeehonden die in een zeehondencrèche worden opgevangen zijn meestal jonge dieren van de gewone zeehond of de grijze zeehond die als moederloze "huilers" zijn aangetroffen. Deze vaak ernstig verzwakte beestjes worden in de crèche gevoed en klaar gemaakt om weer terug te gaan naar zee. Daarnaast worden ook zieke en verzwakte volwassen zeehonden opgevangen.
De opvang van zeehonden is niet onomstreden. Critici stellen onder meer dat de grootschalige opvang het natuurlijk evenwicht verstoort en de algemene populatie verzwakt. Viroloog Ab Osterhaus, lid van het Wetenschappelijk Platform Zeehonden Waddenzee en voorzitter van de wetenschappelijke commissie van Zeehondencentrum Pieterburen stelt dat, "Opvang niet meer absoluut noodzakelijk is voor het voortbestaan van de zeehond in de Waddenzee. Dat onderschrijven ik en het Zeehondencentrum volledig." Het beleid omtrent zeehondenopvang verschilt dan ook sterk per land, waarbij landen als Duitsland en Denemarken aanmerkelijk minder interveniërend optreden en de natuur meer op haar beloop laten dan in de Nederlandse situatie gebruikelijk is geworden.

## Opvang in Nederland, België en elders
De oudste zeehondenopvang van Nederland is die op Texel. In 1952 begon Gerrit Jan de Haan daar samen met zijn vrouw Annie (geboren Langeveld) in het 'Texels Museum' met het verzorgen van "huilers".  Het museum verhuisde naar een andere plaats en is tegenwoordig bekend als Ecomare. Er worden nog altijd zeehonden opgevangen.
Lenie 't Hart, die in 1971 het Zeehondencentrum Pieterburen in Pieterburen begon, ging korte tijd in de leer bij Gerrit en Annie de Haan op Texel. Er was al snel sprake van een moeizame relatie tussen Lenie 't Hart en Annie en Gerrit de Haan. Het zou tot 2012 duren voordat er een serieuze samenwerking tussen de twee centra tot stand kwam.
Het Zeehondencentrum Pieterburen zou later diverse keren worden uitgebreid. Het huidige gebouw werd geopend  in 1978. Tussen 2006 en 2014 droeg de instelling de naam 'Zeehondencrèche Lenie 't Hart'.
Er is ook zeehondenopvang op het eiland Terschelling en te Termunterzijl. 
Drie Nederlandse opvangcentra hebben een ministeriële vergunning die hen toestaat zeehonden op te vangen en weer uit te zetten. Ecomare vangt uitsluitend zeehonden op van het eiland Texel. De meeste zeehonden van de Noord-Hollandse kust en het waddengebied worden in Pieterburen opgevangen. Zeehonden van de Noordzeekust ten zuiden van het Noordzeekanaal en uit Zeeland worden sinds 2014 opgevangen bij 'A Seal' in Stellendam. De drie opvangcentra hebben verspreid langs de kust vrijwilligers die zeehonden indien nodig van het strand halen en transport naar Texel, Stellendam of Pieterburen regelen. In de zeehondencentra wordt, naast de verzorging van de dieren, voorlichting gegeven over het milieu en bedreigingen zoals netten en plastic.
In België worden minder vaak zeehonden gevonden; als ze er zijn worden ze naar het SEA LIFE centre in Blankenberge gebracht.
Op andere plaatsen in de wereld bestaan ook opvangcentra voor zeehonden en vergelijkbare zeezoogdieren. Aan de Waddenzee zijn er opvangcentra in Duitsland (Friedrichskoog en Norddeich) en Denemarken (Esbjerg).